# Карбораны

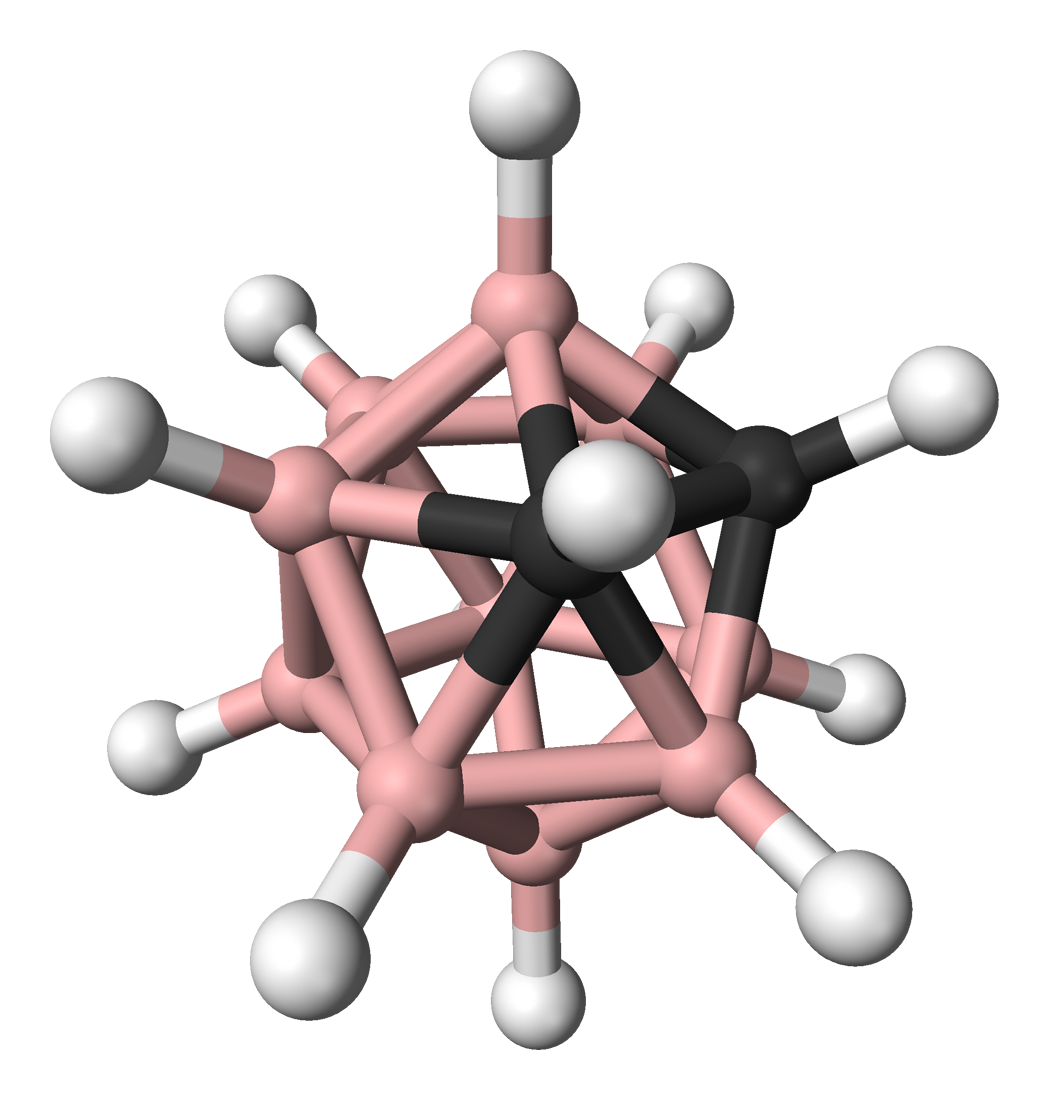
Шаростержневая модель клозо-1,2-дикарбадодекаборана(12) (o-карборана)

Карбораны (карбобораны) — борорганические соединения с общей формулой [(CH)a(BH)mHb]c, где a = 1-6 (обычно 1 или 2), m = 3-10.
Карбораны — это класс соединений со структурами, родственными изоэлектронным им боранам.
Первый карборан (названный также бареном) получили советские химики под руководством Л. И. Захаркина в 1963 году.
Молекулы карборанов имеют полиэдральную структуру, при этом CH-группы и атомы бора располагаются в вершинах полиэдра, а атомы водорода, связанные с бором могут быть как мостиковыми, так и терминальными. Известны как нейтральные карбораны (с = 0, в этом случае общая формула — (CH)a(BH)mHa+m), так и карборановые анионы (c = «-») и катионы (c = «+»).
В соответствии с «дефектами» полиэдральной структуры карбораны делятся на клозо-, нидо-, арахно- и гифо-карбораны.
Клозо-карбораны имеют «закрытую» структуру, при которой во всех вершинах многогранника находятся атомы углерода или бора, все грани такого полиэдра являются треугольниками. клозо-Карбораны имеют структуру несколько искаженных октаэдра, икосаэдра, тригональной бипирамиды и некоторых других неправильных многогранников.
Структуры нидо-, арахно- и гифо-карборанов представляют собой многогранники, у которых соответственно вакантны одна, две и три вершины, в них могут присутствовать мостиковые атомы водорода, участвующие в двухэлектронных трехцентровых связях B—H—B.
В зависимости от числа каркасных атомов бора и углерода карбораны делятся на низшие (4-6 каркасных атомов), средние (7-9 атомов) и высшие (10-12 атомов). Низшие карбораны — летучие бесцветные жидкости, высшие — кристаллические вещества, растворимые в органических растворителях. Низшие карбораны относительно легко гидролизуются до борной кислоты и медленно окисляются на воздухе, высшие карбораны, особенно икосаэдрические клозо-карбораны, стабильны.
Наиболее изучены высшие высокостабильные и легкодоступные дикарбадодекабораны C2B10H12, наиболее известный из них, o-карборан (клозо-1,2-дикарбадодекаборан(12)) легко синтезируется из ацетилена и декаборана при катализе основаниями Льюиса, m- и p-карбораны получают термическиой изомеризацией o-карборана.
Известны также гетерокарбораны, в которых один из каркасных атомов бора или углерода замещен на гетероатом (P, As, Al, Sn и др.) и металлокарбораны — металлоцен-подобные комплексы переходных металлов (Fe, Ni, Cr и др.), в которых металл связывается с парой циклических карборановых лигандов: